# Monastero della Trinità-Illins'kyj
Il Monastero della Trinità-Illins'kyj (in ucraino Троїцько-Іллінський монастир?, Troїc'ko-Illins'kyj monastyr) è un monastero di Černihiv, in Ucraina. Esso si trova sulle Alture Boldina e si sviluppa su una parte inferiore, ovvero il pendio che si affaccia sulla Desna, e su una superiore, costituita dall'altopiano.

## Storia
Il monastero fu fondato nel 1069 da Antonio di Pečers'k con l'aiuto di Svjatoslav II di Kiev e fu dedicato alla Vergine Maria. Nella parte inferiore delle Alture Boldina, dove durante la Rus' di Kiev erano soliti rifugiarsi i monaci eremiti, fu costruita una  chiesa dedicata a Sant'Elia nel XII secolo, e successivamente furono costruiti dei forni dediti alla combustione dei mattoni usati per la costruzione della città di Černihiv. Il complesso monastico restò in funzione fino al XVII secolo, ma nel 1649 la chiesa fu restaurata e le grotte sotto di essa furono ampliate ulteriormente.
In seguito al pianto dell'icona della Madre di Dio del 1662, riconosciuto come un miracolo dalla Chiesa ortodossa, fu avviata la costruzione della parte superiore del monastero. Nel 1677 fu costruita la chiesa del refettorio Vvedenc'kyj e due anni più tardi la Cattedrale della Trinità, consacrata nel 1695, anno in cui il monastero fu ribattezzato Monastero della Trinità-Illins'kyj. Nella struttura operò la tipografia della città fino al 1820, e nel corso del XVIII secolo furono costruite le celle del lato orientale, una panetteria, una casa a due piani degli archimandriti, una recinzione in pietra dotata di torri e il campanile. Dopo la chiusura del monastero nel 1786, la chiesa di Sant'Elia fu trasformata in parrocchia, e all'alba della seconda guerra mondiale l'edificio fu occupato dalle truppe dell'Armata Rossa fino al 1942, quando si insediò una comunità di suore che vi rimase fino al 1962. In seguito l'edificio fu convertito in un dormitorio, e nel 1988 fu ceduto alla chiesa ortodossa russa.

## Descrizione
Il monastero comprende la cattedrale della Trinità, costituita da tre navate e dotata di cupola a croce, il complesso delle grotte di Sant'Antonio, l'amministrazione diocesana della chiesa ortodossa ucraina e la scuola dei reggenti-salmisti.